# SK Moravská Slavia Brno – fotbal
SK Moravská Slavia Brno (celým názvem: Sportovní klub Moravská Slavia Brno) je jedním z nejstarších českých fotbalových klubů, který sídlí v brněnských Štýřicích. Klub byl založen v roce 25. dubna 1906 jako fotbalový odbor Sportovního klubu Moravská Slavia Brno.
Jedná se o historicky 2. brněnského účastníka nejvyšší soutěže (po SK Židenice – 1933/34 a před ZSJ MEZ Židenice – 1952, Rudou hvězdou Brno – 1957/58 a Spartakem KPS Brno – 1961/62). V nejvyšší soutěži odehrála "Morenda" dva ročníky (1935/36 a 1936/37). Ač byla ve svých počátcích hegemonem jak brněnského, tak moravského fotbalu, v průběhu 30. let se dostala do stínu SK Židenice a prohrála s nimi i všechna čtyři brněnská prvoligová derby. 

## Historie
Fotbalový odbor Moravské Slavie byl založen 25. dubna 1906. První hřiště se podařilo získat až v roce 1908 v Žabovřeskách, po levé straně dnešní ulice Tábor. V letech 1912, 1913 a 1929 Moravská Slavia vyhrála Mistrovství Moravy. V roce 1913 postoupila až do finále Mistrovství Českého svazu footbalového, kde prohrála se Slavií Praha 2:0. Ve stejném roce dostal klub výpověď ze svého prvního hřiště.
Nové hřiště se podařilo získat v blízkosti toho starého. Na novém pozemku byla plánována výstavba pavilonu, který měl obsahovat převlékárny, čítárnu, klubovnu, sprchy a restauraci. Stavba měla být dokončena do sokolského sletu v červenci 1914. Stavba se ale zpožďovala a budování nového zázemí definitivně přerušila 1. světová válka.
V září 1919 získal klub pozemky v Pisárkách, kde vybudoval fotbalový a atletický stadión. V sezóně 1934/35 vyhrál Moravskoslezskou divizi, v následujícím kvalifikačním turnaji o postup do 1. ligy skončila na třetím místě, a zajistila si tak prvoligovou účast pro další rok. V první lize působila Moravská Slavia v ročnících 1935/36 a 1936/37. Po okupaci v roce 1939 dostal klub ze svých sportovišť výpověď, vedl soudní spor s okupační správou, který ovšem prohrál. Jako náhradu získal pozemek v cihelně v Králově Poli, kde v krátkém čase vybudoval v roce 1941 nové hřiště (na přelomu 40. a 50. let 20. století přestavěno na královopolský stadion).
Po nástupu komunistické vlády k moci a po procesu „sjednocování tělovýchovy“ byl klub přejmenován na Sokol Moravská Slavia a v roce 1949 sloučen se Sokolem GZ Královo Pole. Moravská Slavia tak fakticky zanikla.
Dne 9. prosince 1965 byl z popudu bývalých členů klub obnoven jako TJ Moravská Slavia Brno. Nová TJ neměla hřiště, z těchto důvodů došlo ke sloučení s TJ Slovan Staré Brno. Postupně se tak začal budovat stadion ve Vojtově ulici, který se tak stal pátým působištěm Moravské Slavie v Brně.
V roce 1993 došlo k osamostatnění oddílů a vzniku samostatných klubů s právní subjektivitou. Fotbalový oddíl se zaregistroval jako občanské sdružení pod názvem SK Moravská Slavia Brno – fotbal. Klubovými barvami jsou červená, bílá a modrá. Stadion klubu se nachází ve Vojtově ulici v Brně-Štýřicích, tréninkové – škvárové hřiště ve Vinohradské ulici. Od sezony 2014/15 hraje Přebor Jihomoravského kraje (5. nejvyšší soutěž), do kterého se probojoval po 21 letech.

### Významní hráči
Jediným fotbalistou, který reprezentoval v A-mužstvu Československa jako hráč Moravské Slavie Brno, byl brankář František Řitička. Za Bulharsko nastoupili dva hráči Moravské Slavie Brno, a sice Asen Pešev a Michail Lozanov.
Nejvíce prvoligových startů v dresu Moravské Slavie Brno si připsal záložník Jaroslav Vršecký (48 – jako jediný odehrál všechna utkání), nejlepším prvoligovým střelcem tohoto klubu byl útočník Ludvík Koubek (10).

### Historické názvy
- 1906 – SK Moravská Slavia Brno (Sportovní klub Moravská Slavia Brno)
- 1948 – JTO Sokol Moravská Slavia Brno (Jednotná tělovýchovná organisace Sokol Moravská Slavia Brno
- 1949 – sloučení se ZSJ GZ Královo Pole a faktický zánik klubu
- 1965 – obnovení klubu jako TJ Moravská Slavia Brno (Tělovýchovná jednota Moravská Slavia Brno) sloučením s TJ Slovan Staré Brno
- 1966 – TJ Moravská Slavia Brno (Tělovýchovná jednota Moravská Slavia Brno; sloučení s TJ Slovan Staré Brno)
- 1993 – SK Moravská Slavia Brno – fotbal (Sportovní klub Moravská Slavia Brno – fotbal)

## Úspěchy A–týmu
| Domácí medaile                                                                |
| - Mistrovství ČSF - – SK Moravská Slavia Brno: 1913                           |
| Menší úspěchy                                                                 |
| - Mistrovství Moravy (3× vítěz) - – SK Moravská Slavia Brno: 1912, 1913, 1929 |

## Prvoligové statistiky hráčů

### 1935/36
František Řitička (26/0/3) –
Franz Cisar (26/5),
Antonín Horák (15/5),
Emil Chott (11/2),
Štefan Chynoradský (13/0),
... Kalina (5/3),
Rudolf Kosmák (9/3),
Ludvík Koubek (16/5),
Karel Kříž (21/4),
Rudolf Kubesch (26/6),
Jenő Roth (24/4),
Jan Smolka (2/0),
Jiří Stejskal (8/0),
Stanislav Stejskal (12/2),
Emil Šlapák (4/1),
Josef Tichý (2/0),
Karel Valoušek (4/0),
Karel Volavka (11/0),
Karel Votruba (10/0),
Jaroslav Vršecký (26/0),
Jaroslav Zezula (15/0) + 2 vlastní (Bernášek, Mudra) –
trenér ...

### 1936/37
... Kučírek (1/0/0),
Oldřich Kuklínek (3/0/0),
František Řitička (15/0/0),
Josef Vašíček (3/0/0) –
Oldřich Bárek (6/0),
Antonín Horák (13/1),
Emil Chott (4/0),
Štefan Chynoradský (5/0),
... Jelínek (2/0),
... Kalina (2/0),
Rudolf Kosmák (16/2),
Ludvík Koubek (13/5),
Karel Kříž (15/5),
Rudolf Kubesch (10/0),
Jaroslav Lédl (6/0),
Leopold Malaník (12/2),
Asen Pešev (4/0),
Tomáš Porubský (12/1),
Jenő Roth (14/3),
Bedřich Slezák (1/0),
Josef Sobola (1/0),
Jiří Stejskal (15/0),
... Strnisko (4/0),
Emil Šlapák (7/0),
Karel Valoušek (8/0),
Karel Volavka (13/0),
Jaroslav Vršecký (22/0),
Jaroslav Zezula (15/0) –
trenéři Rudolf Křenek, Stanislav Toms a Leopold Hlaváček

## Umístění v jednotlivých sezonách
Stručný přehled
Zdroj: 
- 1930–1934: I. A třída BZMŽF
- 1934–1935: Moravskoslezská divize
- 1935–1937: Státní liga
- 1937–1939: Moravskoslezská divize
- 1939–1940: I. A třída BZMŽF
- 1940–1942: I. B třída BZMŽF – II. okrsek
- 1942–1944: I. B třída BZMŽF – I. okrsek
- 1945–1946: I. B třída BZMŽF – II. okrsek
- 1946–1948: I. A třída BZMŽF – I. okrsek
- 1948: Moravskoslezská divize – sk. jih
- 1964–1965: I. A třída Jihomoravského kraje – sk. A
- 1965–1968: I. A třída Jihomoravské oblasti – sk. A
- 1968–1969: Jihomoravský oblastní přebor
- 1969–1977: Divize D
- 1977–1982: Jihomoravský krajský přebor
- 1982–1983: I. A třída Jihomoravského kraje – sk. A
- 1983–1986: Jihomoravský krajský přebor – sk. A
- 1986–1987: Jihomoravský krajský přebor
- 1991–1993: Jihomoravský župní přebor
- 1993–1997: I. A třída Jihomoravské župy – sk. A
- 1997–1998: I. A třída Jihomoravské župy – sk. B
- 1998–2001: I. B třída Jihomoravské župy – sk. D
- 2001–2003: Brněnský městský přebor
- 2003–2006: I. B třída Jihomoravského kraje – sk. B
- 2006–2010: I. A třída Jihomoravského kraje – sk. A
- 2010–2013: I. B třída Jihomoravského kraje – sk. B
- 2013–2014: I. A třída Jihomoravského kraje – sk. A
- 2014– : Přebor Jihomoravského kraje

Jednotlivé ročníky
Zdroj: 
Legenda: Z – zápasy, V – výhry, R – remízy, P – porážky, VG – vstřelené góly, OG – obdržené góly, +/− – rozdíl skóre, B – body, červené podbarvení – sestup, zelené podbarvení – postup, fialové podbarvení – reorganizace, změna skupiny či soutěže
| Československo (1930 – 1939)             |                                                             |                                                             |                                                             |                                                             |                                                             |                                                             |                                                             |                                                             |                                                             |                                                             |                                                             |
| Sezóny                                   | Liga                                                        | Úroveň                                                      | Z                                                           | V                                                           | R                                                           | P                                                           | VG                                                          | OG                                                          | +/−                                                         | B                                                           | Pozice                                                      |
| 1930/31                                  | I. A třída BZMŽF                                            | 3                                                           | 10                                                          | 3                                                           | 2                                                           | 5                                                           | 29                                                          | 29                                                          | −4                                                          | 10                                                          | 5.                                                          |
| 1931/32                                  | I. A třída BZMŽF                                            | 3                                                           | 12                                                          | 6                                                           | 2                                                           | 4                                                           | 29                                                          | 24                                                          | +5                                                          | 14                                                          | 4.                                                          |
| ...                                      |                                                             |                                                             |                                                             |                                                             |                                                             |                                                             |                                                             |                                                             |                                                             |                                                             |                                                             |
| 1933/34                                  | I. A třída BZMŽF                                            | 3                                                           | 18                                                          | 11                                                          | 1                                                           | 6                                                           | 72                                                          | 40                                                          | +32                                                         | 23                                                          | 2.                                                          |
| 1934/35                                  | Moravskoslezská divize                                      | 2                                                           | 14                                                          | 12                                                          | 1                                                           | 1                                                           | 58                                                          | 18                                                          | +40                                                         | 25                                                          | 1.                                                          |
| 1935/36                                  | Státní liga                                                 | 1                                                           | 26                                                          | 7                                                           | 7                                                           | 12                                                          | 42                                                          | 60                                                          | −18                                                         | 21                                                          | 10.                                                         |
| 1936/37                                  | Státní liga                                                 | 1                                                           | 22                                                          | 1                                                           | 1                                                           | 20                                                          | 19                                                          | 94                                                          | −75                                                         | 3                                                           | 12.                                                         |
| 1937/38                                  | Moravskoslezská divize                                      | 2                                                           | 26                                                          | 10                                                          | 2                                                           | 14                                                          | 51                                                          | 63                                                          | −12                                                         | 22                                                          | 8.                                                          |
| 1938/39                                  | Moravskoslezská divize                                      | 2                                                           | 22                                                          | 3                                                           | 1                                                           | 18                                                          | 17                                                          | 97                                                          | −80                                                         | 7                                                           | 11.                                                         |
| Protektorát Čechy a Morava (1939 – 1945) |                                                             |                                                             |                                                             |                                                             |                                                             |                                                             |                                                             |                                                             |                                                             |                                                             |                                                             |
| Sezóna                                   | Liga                                                        | Úroveň                                                      | Z                                                           | V                                                           | R                                                           | P                                                           | VG                                                          | OG                                                          | +/−                                                         | B                                                           | Pozice                                                      |
| 1939/40                                  | I. A třída BZMŽF                                            | 3                                                           | 30                                                          | 5                                                           | 1                                                           | 24                                                          | 44                                                          | 133                                                         | −89                                                         | 11                                                          | 16.                                                         |
| 1940/41                                  | I. B třída BZMŽF – II. okrsek                               | 4                                                           | 22                                                          | 15                                                          | 1                                                           | 6                                                           | 76                                                          | 35                                                          | +41                                                         | 31                                                          | 2.                                                          |
| 1941/42                                  | I. B třída BZMŽF – II. okrsek                               | 4                                                           | 24                                                          | …                                                           | …                                                           | …                                                           | …                                                           | …                                                           | …                                                           |                                                             |                                                             |
| 1942/43                                  | I. B třída BZMŽF – I. okrsek                                | 4                                                           | 26                                                          | …                                                           | …                                                           | …                                                           | …                                                           | …                                                           | …                                                           |                                                             |                                                             |
| 1943/44                                  | I. B třída BZMŽF – I. okrsek                                | 4                                                           | 26                                                          | …                                                           | …                                                           | …                                                           | …                                                           | …                                                           | …                                                           |                                                             |                                                             |
| 1944/45                                  | Končila druhá světová válka, pravidelné soutěže se nehrály. | Končila druhá světová válka, pravidelné soutěže se nehrály. | Končila druhá světová válka, pravidelné soutěže se nehrály. | Končila druhá světová válka, pravidelné soutěže se nehrály. | Končila druhá světová válka, pravidelné soutěže se nehrály. | Končila druhá světová válka, pravidelné soutěže se nehrály. | Končila druhá světová válka, pravidelné soutěže se nehrály. | Končila druhá světová válka, pravidelné soutěže se nehrály. | Končila druhá světová válka, pravidelné soutěže se nehrály. | Končila druhá světová válka, pravidelné soutěže se nehrály. | Končila druhá světová válka, pravidelné soutěže se nehrály. |
| Československo (1945 – 1993)             |                                                             |                                                             |                                                             |                                                             |                                                             |                                                             |                                                             |                                                             |                                                             |                                                             |                                                             |
| Sezóna                                   | Liga                                                        | Úroveň                                                      | Z                                                           | V                                                           | R                                                           | P                                                           | VG                                                          | OG                                                          | +/−                                                         | B                                                           | Pozice                                                      |
| 1945/46                                  | I. B třída BZMŽF – II. okrsek                               | 4                                                           | 24                                                          | 19                                                          | 3                                                           | 2                                                           | 105                                                         | 39                                                          | +66                                                         | 41                                                          | 1.                                                          |
| 1946/47                                  | I. A třída BZMŽF – I. okrsek                                | 3                                                           | 22                                                          | 12                                                          | 3                                                           | 7                                                           | 86                                                          | 53                                                          | +33                                                         | 27                                                          | 4.                                                          |
| 1947/48                                  | I. A třída BZMŽF – II. okrsek                               | 3                                                           | 22                                                          | 11                                                          | 3                                                           | 8                                                           | 59                                                          | 62                                                          | −3                                                          | 25                                                          | 5.                                                          |
| 1948                                     | Moravskoslezská divize – sk. Jih                            | 3                                                           | 11                                                          | 3                                                           | 2                                                           | 6                                                           | 13                                                          | 31                                                          | −18                                                         | 8                                                           | 11.                                                         |
| 1949–1964/65                             | —                                                           | —                                                           | —                                                           | —                                                           | —                                                           | —                                                           | —                                                           | —                                                           | —                                                           | —                                                           | —                                                           |
| 1964/65                                  | I. A třída Jihomoravského kraje – sk. A                     | 4                                                           | 26                                                          | 10                                                          | 3                                                           | 13                                                          | 47                                                          | 64                                                          | −17                                                         | 23                                                          | 11.                                                         |
| 1965/66                                  | I. A třída Jihomoravské oblasti – sk. A                     | 5                                                           | 26                                                          | 12                                                          | 8                                                           | 6                                                           | 49                                                          | 32                                                          | +17                                                         | 32                                                          | 3.                                                          |
| 1966/67                                  | I. A třída Jihomoravské oblasti – sk. A                     | 5                                                           | 26                                                          | 11                                                          | 6                                                           | 9                                                           | 48                                                          | 49                                                          | −1                                                          | 28                                                          | 7.                                                          |
| 1967/68                                  | I. A třída Jihomoravské oblasti – sk. A                     | 5                                                           | 26                                                          | 18                                                          | 4                                                           | 4                                                           | 70                                                          | 30                                                          | +40                                                         | 40                                                          | 1.                                                          |
| 1968/69                                  | Jihomoravský oblastní přebor                                | 4                                                           | 26                                                          | 14                                                          | 6                                                           | 6                                                           | 43                                                          | 29                                                          | +14                                                         | 34                                                          | 3.                                                          |
| 1969/70                                  | Divize D                                                    | 4                                                           | 30                                                          | 13                                                          | 10                                                          | 7                                                           | 48                                                          | 33                                                          | +15                                                         | 36                                                          | 2.                                                          |
| 1970/71                                  | Divize D                                                    | 4                                                           | 30                                                          | 11                                                          | 9                                                           | 10                                                          | 56                                                          | 39                                                          | +17                                                         | 31                                                          | 7.                                                          |
| 1971/72                                  | Divize D                                                    | 4                                                           | 30                                                          | 10                                                          | 6                                                           | 14                                                          | 37                                                          | 44                                                          | −7                                                          | 26                                                          | 11.                                                         |
| 1972/73                                  | Divize D                                                    | 4                                                           | 30                                                          | 11                                                          | 8                                                           | 11                                                          | 38                                                          | 35                                                          | +3                                                          | 30                                                          | 9.                                                          |
| 1973/74                                  | Divize D                                                    | 4                                                           | 30                                                          | 10                                                          | 9                                                           | 11                                                          | 30                                                          | 38                                                          | −8                                                          | 29                                                          | 12.                                                         |
| 1974/75                                  | Divize D                                                    | 4                                                           | 30                                                          | 8                                                           | 7                                                           | 15                                                          | 22                                                          | 43                                                          | −21                                                         | 23                                                          | 15.                                                         |
| 1975/76                                  | Divize D                                                    | 4                                                           | 30                                                          | 12                                                          | 9                                                           | 9                                                           | 35                                                          | 33                                                          | +2                                                          | 33                                                          | 5.                                                          |
| 1976/77                                  | Divize D                                                    | 4                                                           | 30                                                          | 10                                                          | 4                                                           | 16                                                          | 43                                                          | 54                                                          | −11                                                         | 24                                                          | 15.                                                         |
| 1977/78                                  | Jihomoravský krajský přebor                                 | 4                                                           | 30                                                          | 12                                                          | 5                                                           | 13                                                          | 49                                                          | 49                                                          | 0                                                           | 29                                                          | 10.                                                         |
| 1978/79                                  | Jihomoravský krajský přebor                                 | 4                                                           | 30                                                          | 13                                                          | 5                                                           | 12                                                          | 43                                                          | 46                                                          | −3                                                          | 31                                                          | 7.                                                          |
| 1979/80                                  | Jihomoravský krajský přebor                                 | 4                                                           | 30                                                          | 10                                                          | 8                                                           | 12                                                          | 35                                                          | 38                                                          | −3                                                          | 28                                                          | 13.                                                         |
| 1980/81                                  | Jihomoravský krajský přebor                                 | 4                                                           | 30                                                          | 10                                                          | 6                                                           | 14                                                          | 39                                                          | 56                                                          | −17                                                         | 26                                                          | 14.                                                         |
| 1981/82                                  | Jihomoravský krajský přebor                                 | 5                                                           | 30                                                          | 11                                                          | 4                                                           | 15                                                          | 32                                                          | 45                                                          | −13                                                         | 26                                                          | 15.                                                         |
| 1982/83                                  | I. A třída Jihomoravského kraje – sk. A                     | 6                                                           | 30                                                          | 17                                                          | 4                                                           | 9                                                           | 60                                                          | 31                                                          | +29                                                         | 38                                                          | 3.                                                          |
| 1983/84                                  | Jihomoravský krajský přebor – sk. A                         | 5                                                           | 26                                                          | 7                                                           | 9                                                           | 10                                                          | 28                                                          | 34                                                          | −6                                                          | 23                                                          | 8.                                                          |
| 1984/85                                  | Jihomoravský krajský přebor – sk. A                         | 5                                                           | 26                                                          | 9                                                           | 8                                                           | 9                                                           | 30                                                          | 28                                                          | +2                                                          | 26                                                          | 8.                                                          |
| 1985/86                                  | Jihomoravský krajský přebor – sk. A                         | 5                                                           | 26                                                          | 14                                                          | 4                                                           | 8                                                           | 39                                                          | 33                                                          | +6                                                          | 32                                                          | 4.                                                          |
| 1986/87                                  | Jihomoravský krajský přebor                                 | 5                                                           | 26                                                          | 6                                                           | 7                                                           | 13                                                          | 26                                                          | 72                                                          | −46                                                         | 19                                                          | 13.                                                         |
| …                                        |                                                             |                                                             |                                                             |                                                             |                                                             |                                                             |                                                             |                                                             |                                                             |                                                             |                                                             |
| 1991/92                                  | Jihomoravský župní přebor                                   | 5                                                           | 26                                                          | 11                                                          | 6                                                           | 9                                                           | 31                                                          | 34                                                          | −3                                                          | 28                                                          | 7.                                                          |
| 1992/93                                  | Jihomoravský župní přebor                                   | 5                                                           | 26                                                          | 3                                                           | 5                                                           | 18                                                          | 24                                                          | 58                                                          | −34                                                         | 11                                                          | 14.                                                         |
| Česko (1993 – )                          |                                                             |                                                             |                                                             |                                                             |                                                             |                                                             |                                                             |                                                             |                                                             |                                                             |                                                             |
| Sezóna                                   | Liga                                                        | Úroveň                                                      | Z                                                           | V                                                           | R                                                           | P                                                           | VG                                                          | OG                                                          | +/−                                                         | B                                                           | Pozice                                                      |
| 1993/94                                  | I. A třída Jihomoravské župy – sk. A                        | 6                                                           | 26                                                          | 14                                                          | 4                                                           | 8                                                           | 48                                                          | 38                                                          | +10                                                         | 32                                                          | 4.                                                          |
| 1994/95                                  | I. A třída Jihomoravské župy – sk. A                        | 6                                                           | 26                                                          | 16                                                          | 4                                                           | 6                                                           | 56                                                          | 29                                                          | +27                                                         | 52                                                          | 2.                                                          |
| 1995/96                                  | I. A třída Jihomoravské župy – sk. A                        | 6                                                           | 26                                                          | 13                                                          | 6                                                           | 7                                                           | 43                                                          | 32                                                          | +11                                                         | 45                                                          | 4.                                                          |
| 1996/97                                  | I. A třída Jihomoravské župy – sk. A                        | 6                                                           | 26                                                          | 9                                                           | 6                                                           | 11                                                          | 38                                                          | 54                                                          | −16                                                         | 33                                                          | 10.                                                         |
| 1997/98                                  | I. A třída Jihomoravské župy – sk. B                        | 6                                                           | 26                                                          | 4                                                           | 4                                                           | 18                                                          | 40                                                          | 67                                                          | −27                                                         | 16                                                          | 14.                                                         |
| 1998/99                                  | I. B třída Jihomoravské župy – sk. D                        | 7                                                           | 26                                                          | 9                                                           | 8                                                           | 9                                                           | 51                                                          | 45                                                          | +6                                                          | 35                                                          | 5.                                                          |
| 1999/00                                  | I. B třída Jihomoravské župy – sk. D                        | 7                                                           | 26                                                          | 9                                                           | 7                                                           | 10                                                          | 48                                                          | 46                                                          | +2                                                          | 34                                                          | 7.                                                          |
| 2000/01                                  | I. B třída Jihomoravské župy – sk. D                        | 7                                                           | 26                                                          | 5                                                           | 5                                                           | 16                                                          | 27                                                          | 58                                                          | −31                                                         | 20                                                          | 14.                                                         |
| 2001/02                                  | Brněnský městský přebor                                     | 8                                                           | 26                                                          | 15                                                          | 6                                                           | 3                                                           | 51                                                          | 21                                                          | +30                                                         | 51                                                          | 2.                                                          |
| 2002/03                                  | Brněnský městský přebor                                     | 8                                                           | 26                                                          | 19                                                          | 4                                                           | 3                                                           | 77                                                          | 20                                                          | +57                                                         | 61                                                          | 1.                                                          |
| 2003/04                                  | I. B třída Jihomoravského kraje – sk. B                     | 7                                                           | 26                                                          | 12                                                          | 7                                                           | 7                                                           | 42                                                          | 32                                                          | +10                                                         | 43                                                          | 3.                                                          |
| 2004/05                                  | I. B třída Jihomoravského kraje – sk. B                     | 7                                                           | 26                                                          | 11                                                          | 6                                                           | 9                                                           | 39                                                          | 30                                                          | +9                                                          | 39                                                          | 5.                                                          |
| 2005/06                                  | I. B třída Jihomoravského kraje – sk. B                     | 7                                                           | 26                                                          | 15                                                          | 5                                                           | 6                                                           | 54                                                          | 32                                                          | +22                                                         | 50                                                          | 1.                                                          |
| 2006/07                                  | I. A třída Jihomoravského kraje – sk. A                     | 6                                                           | 26                                                          | 7                                                           | 6                                                           | 13                                                          | 31                                                          | 46                                                          | −15                                                         | 27                                                          | 13.                                                         |
| 2007/08                                  | I. A třída Jihomoravského kraje – sk. A                     | 6                                                           | 24                                                          | 12                                                          | 4                                                           | 8                                                           | 43                                                          | 44                                                          | −1                                                          | 40                                                          | 3.                                                          |
| 2008/09                                  | I. A třída Jihomoravského kraje – sk. A                     | 6                                                           | 26                                                          | 6                                                           | 9                                                           | 11                                                          | 31                                                          | 34                                                          | −3                                                          | 27                                                          | 11.                                                         |
| 2009/10                                  | I. A třída Jihomoravského kraje – sk. A                     | 6                                                           | 26                                                          | 3                                                           | 5                                                           | 18                                                          | 29                                                          | 60                                                          | −31                                                         | 14                                                          | 14.                                                         |
| 2010/11                                  | I. B třída Jihomoravského kraje – sk. B                     | 7                                                           | 26                                                          | 11                                                          | 6                                                           | 9                                                           | 51                                                          | 41                                                          | +10                                                         | 39                                                          | 4.                                                          |
| 2011/12                                  | I. B třída Jihomoravského kraje – sk. B                     | 7                                                           | 26                                                          | 10                                                          | 6                                                           | 10                                                          | 41                                                          | 41                                                          | 0                                                           | 36                                                          | 8.                                                          |
| 2012/13                                  | I. B třída Jihomoravského kraje – sk. B                     | 7                                                           | 26                                                          | 16                                                          | 5                                                           | 5                                                           | 64                                                          | 28                                                          | +36                                                         | 53                                                          | 2.                                                          |
| 2013/14                                  | I. A třída Jihomoravského kraje – sk. A                     | 6                                                           | 26                                                          | 21                                                          | 3                                                           | 2                                                           | 99                                                          | 28                                                          | +71                                                         | 66                                                          | 1.                                                          |
| 2014/15                                  | Přebor Jihomoravského kraje                                 | 5                                                           | 30                                                          | 21                                                          | 4                                                           | 5                                                           | 84                                                          | 35                                                          | +49                                                         | 67                                                          | 2.                                                          |
| 2015/16                                  | Přebor Jihomoravského kraje                                 | 5                                                           | 32                                                          | 15                                                          | 4                                                           | 13                                                          | 70                                                          | 59                                                          | +11                                                         | 49                                                          | 6.                                                          |
| 2016/17                                  | Přebor Jihomoravského kraje                                 | 5                                                           | 30                                                          | 9                                                           | 3                                                           | 18                                                          | 62                                                          | 79                                                          | −17                                                         | 30                                                          | 14.                                                         |
| 2017/18                                  | Přebor Jihomoravského kraje                                 | 5                                                           | 30                                                          | 8                                                           | 4                                                           | 18                                                          | 39                                                          | 79                                                          | −40                                                         | 28                                                          | 14.                                                         |
| 2018/19                                  | Přebor Jihomoravského kraje                                 | 5                                                           | 30                                                          | 15                                                          | 4                                                           | 11                                                          | 63                                                          | 58                                                          | +5                                                          | 49                                                          | 9.                                                          |
| 2019/20                                  | Přebor Jihomoravského kraje                                 | 5                                                           | 15                                                          | 4                                                           | 3                                                           | 8                                                           | 17                                                          | 25                                                          | -8                                                          | 15                                                          | 13.                                                         |
| 2020/21                                  | Přebor Jihomoravského kraje                                 | 5                                                           | 10                                                          | 2                                                           | 2                                                           | 6                                                           | 12                                                          | 22                                                          | -10                                                         | 8                                                           | 14.                                                         |
| 2021/22                                  | Přebor Jihomoravského kraje                                 | 5                                                           | 30                                                          | 4                                                           | 9                                                           | 17                                                          | 35                                                          | 60                                                          | -25                                                         | 21                                                          | 15.                                                         |
| 2022/23                                  | Přebor Jihomoravského kraje                                 | 5                                                           | 30                                                          | 10                                                          | 10                                                          | 10                                                          | 44                                                          | 33                                                          | +11                                                         | 40                                                          | 9.                                                          |
| 2023/24                                  | Přebor Jihomoravského kraje                                 | 5                                                           | 30                                                          | 8                                                           | 7                                                           | 15                                                          | 38                                                          | 56                                                          | -18                                                         | 31                                                          | 13.                                                         |
| 2024/25                                  | Přebor Jihomoravského kraje                                 | 5                                                           | 30                                                          | 9                                                           | 7                                                           | 14                                                          | 40                                                          | 56                                                          | -16                                                         | 34                                                          | 10.                                                         |

Poznámky:
- 1933/34: Postoupila taktéž mužstva SK Královo Pole (vítěz) a SK Husovice (3. místo).[8]
- 1964/65: Poslední úplná sezona TJ Slovan Staré Brno před obnovením „Morendy“ v prosinci 1965. Po sezoně došlo k reorganizaci soutěží (kraje → oblasti).
- 1968/69: Po sezoně došlo k reorganizaci soutěží (oblasti → župy).
- 1976/77: Po sezoně došlo k reorganizaci nižších soutěží.
- 1980/81: Po sezoně došlo k reorganizaci nižších soutěží.
- 1982/83: Po sezoně došlo k reorganizaci krajských a okresních soutěží (I. A třída Jihomoravského kraje a I. B třída Jihomoravského kraje zrušeny → Krajská soutěž I. třídy).
- 1985/86: Po sezoně došlo k reorganizaci krajských a okresních soutěží (Krajská soutěž I. třídy zrušena → I. A třída Jihomoravského kraje a I. B třída Jihomoravského kraje).
- 1990/91: Po sezoně došlo k reorganizaci soutěží (kraje → župy).
- 2001/02: Po sezoně došlo k reorganizaci soutěží (župy → kraje).

## SK Moravská Slavia Brno „B“
SK Moravská Slavia Brno „B“ je rezervním týmem Morendy, který ukončil činnost roku 2010, aby ji v roce 2018 obnovil.

### Umístění v jednotlivých sezonách
Stručný přehled
Zdroj: 
- 1991–2001: Brněnský městský přebor
- 2001–2007: Brněnská městská soutěž
- 2007–2010: Brněnský městský přebor
- 2010–2018: bez soutěže
- 2018– : Brněnská městská soutěž

Jednotlivé ročníky
Zdroj: 
Legenda: Z – zápasy, V – výhry, R – remízy, P – porážky, VG – vstřelené góly, OG – obdržené góly, +/− – rozdíl skóre, B – body, červené podbarvení – sestup, zelené podbarvení – postup, fialové podbarvení – reorganizace, změna skupiny či soutěže
| Československo (1991 – 1993) |                               |                               |                               |                               |                               |                               |                               |                               |                               |                               |                               |
| Sezóny                       | Liga                          | Úroveň                        | Z                             | V                             | R                             | P                             | VG                            | OG                            | +/−                           | B                             | Pozice                        |
| 1991/92                      | Brněnský městský přebor       | 8                             | 26                            | ...                           | ...                           | ...                           | ...                           | ...                           | ...                           |                               | 9.                            |
| 1992/93                      | Brněnský městský přebor       | 8                             | 26                            | ...                           | ...                           | ...                           | ...                           | ...                           | ...                           |                               | 13.                           |
| Česko (1993 – )              |                               |                               |                               |                               |                               |                               |                               |                               |                               |                               |                               |
| Sezóny                       | Liga                          | Úroveň                        | Z                             | V                             | R                             | P                             | VG                            | OG                            | +/−                           | B                             | Pozice                        |
| 1993/94                      | Brněnský městský přebor       | 8                             | 26                            | 9                             | 3                             | 14                            | 30                            | 65                            | −35                           | 21                            | 12.                           |
| 1994/95                      | Brněnský městský přebor       | 8                             | 26                            | ...                           | ...                           | ...                           | ...                           | ...                           | ...                           |                               |                               |
| 1995/96                      | Brněnský městský přebor       | 8                             | 26                            | 6                             | 4                             | 16                            | 32                            | 50                            | −18                           | 22                            | 13.                           |
| 1996/97                      | Brněnský městský přebor       | 8                             | 30                            | ...                           | ...                           | ...                           | ...                           | ...                           | ...                           |                               | 10.                           |
| 1997/98                      | Brněnský městský přebor       | 8                             | 30                            | ...                           | ...                           | ...                           | ...                           | ...                           | ...                           |                               |                               |
| 1998/99                      | Brněnský městský přebor       | 8                             | 30                            | 10                            | 8                             | 12                            | 49                            | 58                            | −9                            | 28                            | 11.                           |
| 1999/00                      | Brněnský městský přebor       | 8                             | 26                            | ...                           | ...                           | ...                           | ...                           | ...                           | ...                           |                               |                               |
| 2000/01                      | Brněnský městský přebor       | 8                             | 26                            | ...                           | ...                           | ...                           | ...                           | ...                           | ...                           |                               | 5.                            |
| 2001/02                      | Brněnská městská soutěž       | 9                             | 22                            | 7                             | 8                             | 7                             | 46                            | 43                            | +3                            | 29                            | 6.                            |
| 2002/03                      | Brněnská městská soutěž       | 9                             | 22                            | 9                             | 3                             | 10                            | 42                            | 50                            | −8                            | 30                            | 4.                            |
| 2003/04                      | Brněnská městská soutěž       | 9                             | 20                            | 9                             | 1                             | 10                            | 49                            | 45                            | +4                            | 28                            | 7.                            |
| 2004/05                      | Brněnská městská soutěž       | 9                             | 20                            | 10                            | 3                             | 7                             | 47                            | 31                            | +16                           | 33                            | 3.                            |
| 2005/06                      | Brněnská městská soutěž       | 9                             | 22                            | 6                             | 7                             | 9                             | 32                            | 31                            | +1                            | 25                            | 10.                           |
| 2006/07                      | Brněnská městská soutěž       | 9                             | 24                            | 14                            | 2                             | 8                             | 48                            | 34                            | +14                           | 44                            | 2.                            |
| 2007/08                      | Brněnský městský přebor       | 8                             | 26                            | 9                             | 7                             | 10                            | 42                            | 42                            | 0                             | 34                            | 9.                            |
| 2008/09                      | Brněnský městský přebor       | 8                             | 26                            | 9                             | 3                             | 14                            | 39                            | 54                            | −15                           | 30                            | 10.                           |
| 2009/10                      | Brněnský městský přebor       | 8                             | 26                            | 2                             | 8                             | 16                            | 32                            | 62                            | −30                           | 14                            | 14.                           |
| 2010–2018                    | B-mužstvo nevyvíjelo činnost. | B-mužstvo nevyvíjelo činnost. | B-mužstvo nevyvíjelo činnost. | B-mužstvo nevyvíjelo činnost. | B-mužstvo nevyvíjelo činnost. | B-mužstvo nevyvíjelo činnost. | B-mužstvo nevyvíjelo činnost. | B-mužstvo nevyvíjelo činnost. | B-mužstvo nevyvíjelo činnost. | B-mužstvo nevyvíjelo činnost. | B-mužstvo nevyvíjelo činnost. |
| 2018/19                      | Brněnská městská soutěž       | 9                             | 22                            | 11                            | 4                             | 7                             | 53                            | 46                            | +7                            | 37                            | 3.                            |
| 2019/20                      | Brněnská městská soutěž       | 9                             | 12                            | 4                             | 1                             | 7                             | 27                            | 33                            | −6                            | 13                            | 9.                            |
| 2020/21                      | Brněnská městská soutěž       | 9                             | 8                             | 1                             | 1                             | 6                             | 13                            | 28                            | −15                           | 12                            | 12.                           |
| 2021/22                      | Brněnská městská soutěž       | 9                             | 26                            | 12                            | 5                             | 9                             | 66                            | 52                            | +14                           | 41                            | 5.                            |
| 2022/23                      | Brněnská městská soutěž       | 9                             | 23                            | 20                            | 0                             | 3                             | 105                           | 31                            | +74                           | 60                            | 1.                            |
| 2023/24                      | Brněnský městský přebor       | 8                             | 26                            | 11                            | 3                             | 12                            | 68                            | 57                            | +11                           | 36                            | 8.                            |
| 2024/25                      | Brněnský městský přebor       | 8                             | 26                            | 11                            | 3                             | 12                            | 60                            | 75                            | −15                           | 36                            | 9.                            |

Poznámky:
- 2000/01: K sestupu B-mužstva došlo vzhledem k sestupu A-mužstva do stejné soutěže.[34]
- 2006/07: Postoupilo taktéž vítězné mužstvo SK Obřany.[35]

## TJ Moravská Slavia Brno „C“
TJ Moravská Slavia Brno „C“ byl druhým rezervním týmem Morendy, který naposled startoval v sezoně 1992/93.

### Umístění v jednotlivých sezonách
Stručný přehled
Zdroj: 
- 1992–1993: Brněnská městská soutěž

Jednotlivé ročníky
Zdroj: 
Legenda: Z – zápasy, V – výhry, R – remízy, P – porážky, VG – vstřelené góly, OG – obdržené góly, +/− – rozdíl skóre, B – body, červené podbarvení – sestup, zelené podbarvení – postup, fialové podbarvení – reorganizace, změna skupiny či soutěže
| Československo (1992 – 1993) |                         |        |    |   |   |    |    |    |     |    |        |
| Sezóny                       | Liga                    | Úroveň | Z  | V | R | P  | VG | OG | +/− | B  | Pozice |
| 1992/93                      | Brněnská městská soutěž | 9      | 26 | 5 | 7 | 14 | 38 | 61 | −23 | 17 | 12.    |